# Bùi Xuân Sơn
Bùi Xuân Sơn là Trung tướng Công an nhân dân Việt Nam. Ông từng giữ chức vụ Phó Tổng cục trưởng Tổng cục Hậu cần - Kỹ thuật, Bộ Công an (Việt Nam).

## Tiểu sử
Ngày 25 tháng 4 năm 2007, Bùi Xuân Sơn được Thủ tướng Chính phủ Việt Nam Nguyễn Tấn Dũng thăng quân hàm từ Đại tá lên Thiếu tướng Công an nhân dân Việt Nam (quyết định số 506/QĐ-TTg). Lúc này, ông đang là Vụ trưởng Vụ Tài chính, Bộ Công an.
Tháng 7 năm 2013, Bùi Xuân Sơn là Trung tướng Công an nhân dân Việt Nam, Phó Tổng cục trưởng Tổng cục Hậu cần - Kỹ thuật, Bộ Công an (Việt Nam).
Ngày 22 tháng 10 năm 2015, ông được Hội đồng chức danh Giáo sư Nhà nước Việt Nam công nhận đạt tiêu chuẩn chức danh Phó giáo sư ngành khoa học an ninh (theo Quyết định số 46/QĐ-HĐCDGSNN ngày 22/10/2015 của Chủ tịch Hội đồng chức danh Giáo sư Nhà nước). Ngày 12 tháng 11 năm 2015, ông được Giám đốc Học viện Cảnh sát nhân dân bổ nhiệm chức danh Phó giáo sư.

## Phong tặng

### Lịch sử thụ phong quân hàm
- Thiếu tướng Công an nhân dân Việt Nam (2007)
- Trung tướng Công an nhân dân Việt Nam

## Kỉ luật

### Bị đề nghị kỉ luật
Chiều ngày 27 tháng 7 năm 2018, Ủy ban Kiểm tra Trung ương Đảng Cộng sản Việt Nam phát đi thông cáo cho biết Trung tướng Bùi Xuân Sơn, nguyên Ủy viên Ban thường vụ Đảng ủy, Phó Tổng cục trưởng Tổng cục Hầu cần - Kỹ thuật Bộ Công an Việt Nam, bị đề nghị chịu kỉ luật Đảng vì có sai phạm nghiêm trọng. Ông buộc phải cùng chịu trách nhiệm trong các sai phạm của Ban thường vụ Đảng ủy Tổng cục Hậu cần - Kỹ thuật, Bộ Công an (vi phạm nguyên tắc tập trung dân chủ và quy chế làm việc), đồng thời chịu trách nhiệm cá nhân chính trong việc tham mưu sử dụng đất an ninh của ngành công an.

### Quyết định kỉ luật cảnh cáo
Từ ngày 10 đến ngày 12 tháng 9 năm 2018, Ủy ban Kiểm tra Trung ương Đảng Cộng sản Việt Nam họp kỳ 29 quyết định kỉ luật cảnh cáo đối với trung tướng Bùi Xuân Sơn, nguyên Ủy viên Ban Thường vụ Đảng ủy, nguyên Phó Tổng cục trưởng Tổng cục IV.

## Gia đình
Ông đã kết hôn với bà Đặng Lan Dung, con gái ông Đặng Mạnh Hùng (1938-2016), quê quán xã Nam Hồng, huyện Nam Trực, tỉnh Nam Định. Đại tá Đặng Lan Dung là Phó Giám đốc Trung tâm Phát thanh Truyền hình, Điện ảnh Công an nhân dân.
Bố đẻ ông là ông Bùi Xuân Lâm (1931 - 2020).